# Rennau
Rennau là một đô thị của huyện Helmstedt, bang Niedersachsen, Đức. Đô thị này có diện tích 22,6 km².